# Левицкий, Владимир Лукич
Владимир Лукич Левицкий (2 сентября 1856, с. Белзец Королевство Галиции и Лодомерии, Габсбургской монархии (ныне Гончаровка Золочевского района Львовской области Украины) — 6 октября 1938, Винники близ Львова, Польша) — украинский юрист, общественный деятель, издатель, литературовед. Действительный член Научного общества им. Тараса Шевченко (с 1926).

## Биография
Сын священника. В 1875—1879 годах обучался на юридическом факультете Львовского университета. Ещё в студенческие годы активно занимался общественной работой совместно с И. Франко, К. Левицким и др.
С 1876 — член редколлегии журнала «Друг». С 1880 занимался юридической практикой. Работал в Болехове , Стрые , Станиславе. В октябре 1896 стал нотариусом в Винниках, занимал эту должность до начала Первой мировой войны .
В 1885 вместе с Ю. Сельским издал «Русский правотар домовой», первый популярный юридический справочник для населения, написанный украинским «чистым народным языком».
Активно занимался редакторской и издательской деятельностью. В 1880 начал выпуск иллюстрированных календарей «Просвиты», которые стали самым популярным периодическим изданием на украинском языке на Галичине. В 1889-93 редактировал газету «Батьківщина», в 1890—96 был редактором украинского литературно-научного журнала «Зоря». Напечатал около 50 произведений украинских литераторов, в частности, осуществил полное издание произведений С. Руданского.
Автор ряда литературоведческих, этнографических, исторических и философских исследований:
- «Закордонна Русь» (рус. «Зарубежная Русь»),
- «Угорська Русь, її розвій і теперішній стан» («Венгерская Русь, её развитие и нынешнее состояние» , 1886),
- «Павло Полуботок, наказний гетьман України» («Павел Полуботок, наказной гетман Украины»,1887),
- «Як живеться українському народови в Австрії» («Как живётся украинскому народу в Австрии», 1915),
- «Гадки про життя» («Мысли о жизни», 1928),
- «Революційні течії в сучасній фізиці» («Революционные течения в современной физике», 1930),
- «Головні основи сучасної астрології» («Главные основы современной астрологии», 1934),
- «Свобода волі в світлі сучасної фізики» («Свобода воли в свете современной физики», 1936),
- «Релігія і наука: Великодні гадки» («Религия и наука: Пасхальные понятия», 1938) и др.

Использовал литературные псевдонимы — Василь Лукич, Володимир Лукич, Л. Лукич и др.
Похоронен на Лычаковском кладбище в г. Львове.